# Querido, Mudei a Casa!
Querido, Mudei a Casa! é um reality show português, apresentado por João Montez e produzido pela BRISKMAN Entertainment.
É o único programa de "antes e depois" da televisão portuguesa, com 30 temporadas e mais de 600 episódios desde que estreou no Dia da Mulher a 8 de Março de 2004. Tem uma estrutura clássica de um programa de “antes, durante e depois”. Em cada programa os espectadores são convidados a candidatarem-se com uma divisão de suas casas. Cada candidatura é cuidadosamente selecionada de entre as centenas que a BRISKMAN recebe semanalmente.
Os critérios básicos de selecção são o tipo de divisão e dimensões da mesma, estilo de decoração pretendido, necessidade real de ajuda e índice de desafio da obra. Todas as obras são executadas (geralmente) em 48 horas, e todos os materiais e mobiliários usados na renovação são oferta do programa.
Ao fim de 10 anos de emissões na SIC Mulher, a TVI comprou os direitos do programa e o mesmo passa assim a ser transmitido na TVI Ficção e na TVI generalista a partir de 1 de Junho de 2014.

## Equipa

### Apresentadores
- Sofia Carvalho (2004 - 2009)
- Gustavo Santos (2010 - 2020)
- João Montez (2020 - presente)
- Mónica Jardim (2022; emissão especial)

### Atuais
| Elenco               | Papel                                         |
| -------------------- | --------------------------------------------- |
| Ana Antunes          | Decoradora (Temporada 1 - presente)           |
| Sofia Costa          | Decoradora (Temporada 1 - 25)                 |
| Marta Barros         | Decoradora (Temporada 26)                     |
| Rute Santiago        | Decoradora (Temporada 26)                     |
| Luís Pedro de Abreu  | Arquiteto (Temporada ? - presente)            |
| Rita Glória          | Decoradora (Temporada ? - presente)           |
| Teresa Pietra Torres | Decoradora (Temporada 26 - presente)          |
| Gonçalo Chen         | Decorador Convidado (Temporada 32 - presente) |

## Temporadas
| Temporada | Temporada | Episódios | Transmissão original    | Transmissão original   | Transmissão original |
| Temporada | Temporada | Episódios | Estreia                 | Final                  | Canal                |
| --------- | --------- | --------- | ----------------------- | ---------------------- | -------------------- |
|           | 1         | 13        | 8 de março de 2004      | 25 de julho de 2004    | SIC Mulher           |
|           | 2         | 13        | setembro de 2004        | dezembro 2004          | SIC Mulher           |
|           | 3         | 13        | 6 de março de 2005      | 29 de maio de 2005     | SIC Mulher           |
|           | 4         | 13        | setembro de 2005        | dezembro 2005          | SIC Mulher           |
|           | 5         | 13        | 15 de junho de 2006     | 9 de outubro de 2006   | SIC Mulher           |
|           | 6         | 13        | 13 de maio de 2007      | 5 de setembro de 2007  | SIC Mulher           |
|           | 7         | 13        | 25 de fevereiro de 2008 | 20 de maio de 2008     | SIC Mulher           |
|           | 8         | 13        | 2 de junho de 2008      | 22 de setembro de 2008 | SIC Mulher           |
|           | 9         | 13        | 28 de outubro de 2008   | 20 de janeiro de 2009  | SIC Mulher           |
|           | 10        | 13        | 20 de março de 2009     | 12 de junho de 2009    | SIC Mulher           |
|           | 11        | 13        | 2009                    | 2009                   | SIC Mulher           |
|           | 12        | 13        | 4 de abril de 2010      | 2010                   | SIC Mulher           |
|           | 13        | 13        | 18 de julho de 2010     | 2010                   | SIC Mulher           |
|           | 14        | 13        | 2010                    | 2011                   | SIC Mulher           |
|           | 15        | 13        | 15 de maio de 2011      | 2011                   | SIC Mulher           |
|           | 16        | 13        | 2011                    | 2011                   | SIC Mulher           |
|           | 17        | 13        | 2011                    | 2011                   | SIC Mulher           |
|           | 18        | 13        | 2011                    | 2012                   | SIC Mulher           |
|           | 19        | 16        | 13 de maio de 2012      | 2012                   | SIC Mulher           |
|           | 20        | 13        | 2013                    | 2014                   | SIC Mulher           |
|           | 21        | 13        | 5 de maio de 2013       | 3 de agosto de 2013    | SIC Mulher           |
|           | 22        | 15        | 15 de setembro de 2013  | 2 de fevereiro de 2014 | SIC Mulher           |
|           | 23        | 27        | 1 de junho de 2014      | —                      | TVI e TVI Ficção     |
|           | 24        | 25        | 2 de maio de 2015       | —                      | TVI e TVI Ficção     |
|           | 25        | 26        | 29 de maio de 2016      | —                      | TVI e TVI Ficção     |
|           | 26        | 26        | 4 de junho de 2017      | —                      | TVI e TVI Ficção     |
|           | 27        | 24        | 9 de junho de 2018      | —                      | TVI e TVI Ficção     |
|           | 28        | 24        | 10 de junho de 2019     | —                      | TVI e TVI Ficção     |
|           | 29        | 24        | 24 de outubro de 2020   | —                      | TVI e TVI Ficção     |
|           | 30        | 12        | 23 de outubro de 2021   | —                      | TVI e TVI Ficção     |
|           | 31        | 24        | 25 de junho de 2022     | —                      | TVI e TVI Ficção     |
|           | 32        | 24        | 9 de julho de 2023      | —                      | TVI e TVI Ficção     |
|           | 33        | 24        | 30 de junho de 2024     | —                      | TVI e TVI Ficção     |

## Spin-offs
O Querido Mudei a Casa gerou vários spin-offs, expandindo-se para diferentes formatos e conceitos derivados do programa original:

### Querido, Mudei o Visual!
Em 2009, a SIC Mulher anunciou o primeiro spin-off, que contou com Ana Rita Clara como apresentadora. Intitulado “Querido Mudei o Visual”, o objetivo do programa era remodelar a imagem de um anónimo que se queira sujeitar à veia artística do programa. O programa estrou a 20 de novembro de 2009, às 23h15. 

### Vizinho, Mudei a Loja!
Em 2011, a SIC anunciou um novo spin-off, apresentado por Rita Ferro Rodrigues. O programa intitulado "Vizinho, Mudei a Loja" acompanhou a transformação e revitalização de treze mercearias espalhadas pelo país, convertendo-as em lojas Amanhecer. A 1.ª temporada estreou a 2 de dezembro de 2011, às 21h30, na SIC Mulher. Ao longo de 13 episódios, com duração de 30 minutos cada, este formato foi uma parceria com o Recheio Cash & Carry, companhia de distribuição grossista do Grupo Jerónimo Martins.  

### Loja Querido by Ana Antunes
A Loja Querido foi fundada em julho de 2012 por Ana Antunes, decoradora de interiores e criadora do programa "Querido, Mudei a Casa!". Inicialmente, localizada no Bairro Alto, Lisboa, o espaço físico oferece produtos exclusivos do programa, como almofadas e papel de parede. Em 2013, a loja mudou-se para um espaço físico maior, no Chiado.  Em 2016, a Loja expandiu-se para o e-commerce, proporcionando entrega rápida em todo Portugal Continental. 

### Querido, Mudei a Casa! Atores
A 5 de outubro de 2014, a TVI Ficção estreou o spin-off "Querido Mudei a Casa! Atores", que contou com vários atores como apresentadores do programa.  

### Querido, Comprei Uma Casa!
Em 2017, a TVI anunciou um novo spin-off, que contará com Mónica Jardim como apresentadora. Intitulado "Querido, Comprei Uma Casa!", o objetivo do programa é ajudar um casal a escolher a sua casa de sonho através de três propostas apresentadas pela imobiliária, todas dentro do orçamento previsto. Segundo a revista Nova Gente, o formato é baseado no original "House Hunters" do canal HGTV, transmitido em Portugal pelo A&E. A 1.ª temporada patrocinada pela REMAX, estreou sábado, dia 18 de fevereiro de 2017. . A 2.ª temporada estreou a 30 de setembro de 2017.   A 3.ª temporada estreou a 20 de outubro de 2018.  A 4.ª temporada estreou a 2 de novembro de 2019. 

## Franchising
O Querido Mudei a Casa Obras é um franchising português especializado em obras e remodelações, originado a partir da adaptação do programa "Querido Mudei a Casa!". Lançado em março de 2014 pela MELOM Portugal, trata-se da maior rede de obras do País, com presença no continente e nas ilhas. 

## A produtora
A Briskman Entertainment foi fundada em 2002 para criar e produzir formatos e conteúdos orientados paras marcas, quer sejam B2B, B2C, para televisão, para palcos, para acções especiais, para eventos, para telemóveis, para videojogos, para internet ou para cinema.
É uma produtora independente de Branded Entertainment, especialista em apresentar e implementar soluções alternativas de comunicação, usando ferramentas como brand-activation, brand-experience, endorsement, brand-integration, e acções não convencionais.

## Horários de emissão
Depois de 10 anos a ser transmitido na SIC Mulher, "Querido, Mudei a Casa!" mudou de canal e a TVI comprou os direitos do programa, estreando a dia 1 de Junho de 2014 pelas 19h00. O formato estreia agora aos sábados na TVI generalista, com repetições na TVI Ficção. Passa também aos domingos de manhã, na TVI generalista, a repetição do episódio do dia anterior.

## Controvérsias

### Afastamento de Gustavo Santos
Gustavo Santos, apresentador do programa entre 2010 e 2020, fez revelações polémicas após o seu afastamento. Em 2020, o apresentador garantiu que "não estava à espera" de sair do programa: "Acredito sempre que, se não me querem, é porque já não era para mim. É porque há alguma coisa maior à minha espera (...)". 
Em entrevista ao programa"Goucha", da TVI, a 28 de outubro de 2021, o apresentador revelou que foi afastado da televisão no verão de 2020: “Expulsaram-me. Afastaram-me da televisão. Nos últimos dois anos que fiz o 'Querido Mudei a Casa', fui começando a ver um afastamento daquela chefia. Ia começando a ver uma total ausência de compatibilidade de valores e, para mim, é muito complicado trabalhar assim. Há coisas com as quais não consigo compactuar", disse Gustavo a Manuel Luís Goucha. 